# هوغو بروس
هوغو بروس (من مواليد 10 أبريل 1952): لاعب كرة قدم بلجيكي سابق وهو حاليا مدرب كرة قدم.

## روابط خارجية
- هوغو بروس على موقع الاتحاد الدولي (مؤرشف)  (الإنجليزية)
- هوغو بروس على موقع الاتحاد الأوربي (الإنجليزية)
- هوغو بروس على موقع الاتحاد البلجيكي (الإنجليزية)
- هوغو بروس على موقع قاعدة بيانات كرة القدم.إي يو (الإنجليزية)
- هوغو بروس على موقع ناشيونال فوتبول تيمز (الإنجليزية)
- هوغو بروس على موقع Soccerway.com (الإنجليزية)
- هوغو بروس على موقع عالم كرة القدم.نت (الإنجليزية)